# Niègles
Niègles (ou Nieigles) est une localité de Pont-de-Labeaume et une ancienne commune française, située dans le département de l'Ardèche en région Auvergne-Rhône-Alpes.

## Histoire
La commune a été supprimée en 1903. Sur son territoire ont été créées deux nouvelles communes :
- Lalevade-d'Ardèche
- Pont-de-Labeaume

Le village de Niègles proprement dit se trouve maintenant sur la commune de Pont-de-Labeaume.

## Administration
| Période | Période | Identité | Étiquette | Qualité |
| ------- | ------- | -------- | --------- | ------- |
|         |         |          |           |         |

## Démographie
| 1793 | 1800 | 1806 | 1821 | 1831  | 1836  | 1841  | 1846  | 1851  |
| ---- | ---- | ---- | ---- | ----- | ----- | ----- | ----- | ----- |
| 640  | 695  | 766  | 934  | 1 157 | 1 225 | 1 228 | 1 311 | 1 320 |

| 1856  | 1861  | 1866  | 1872  | 1876  | 1881  | 1886  | 1891  | 1896  |
| ----- | ----- | ----- | ----- | ----- | ----- | ----- | ----- | ----- |
| 1 249 | 1 332 | 1 288 | 1 428 | 1 594 | 1 677 | 1 800 | 1 996 | 1 976 |

| 1901  | - | - | - | - | - | - | - | - |
| ----- | - | - | - | - | - | - | - | - |
| 2 088 | - | - | - | - | - | - | - | - |

Histogramme

(élaboration graphique par Wikipédia)